# Pauline Hart
Pauline Hart est une archéologue française.

## Biographie
Pauline Hart est docteur, titulaire d'une thèse réalisée en cotutelle entre l'Université de Strasbourg et celle de  Freiburg-im-Breisgau en Allemagne.

## Distinction
- 2024 : Prix européen d'archéologie Joseph Déchelette, mention spéciale

## Référence
1. ↑  Courte biographie